# Dr. Luke
Лукаш Готтвальд (англ. Lukasz Gottwald; нар. 26 вересня 1973), більш відомий як Dr. Luke, американський пісняр, музичний продюсер та реміксер. Luke грав у гурті Saturday Night Live Band протягом десяти сезонів до 2007 року. Він виступив співавтором і співпродюсером ряду комерційно успішних пісень, включаючи пісні Келлі Кларксон «Since U Been Gone», «Behind These Hazel Eyes» та «My Life Would Suck Without You», Pink «Who Knew» та «U + Ur Hand», Авріл Лавін «Girlfriend», Кеті Перрі «I Kissed a Girl», «Hot n Cold», «California Gurls» та «Teenage Dream» Брітні Спірс «Circus», Flo Rida «Right Round», Майлі Сайрус «Party in the U.S.A.», а також пісні співачки Kesha «Tik Tok». Він був названим одним з десяти найкращих музичних продюсерів десятиліття журналом Billboard у 2009 році і піснярем року під час церемонії вручення премії ASCAP Pop Music Awards 2010.